# Саксен-Рёмгильд

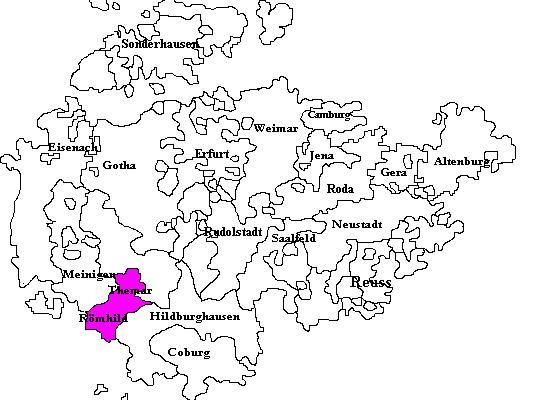
Расположение Саксен-Рёмхильда

Саксен-Рёмгильд, Саксен-Рёмхильд (нем. Sachsen-Römhild) — эрнестинское герцогство в южных предгорьях Тюрингенского Леса, просуществовавшее только 30 лет в период 1680—1710 годов.
Герцогство возникло в 1680 году при разделе наследства герцога Саксен-Готы Эрнста I Благочестивого между его многочисленными сыновьями-сопровителями и отошло Генриху Саксен-Рёмхильдскому, четвёртому сыну герцога. В состав герцогства вошли амты Рёмхильд, Кёнигсберг в Баварии, Темар, Берунген и Мильц. Герцог Саксен-Рёмхильда не имел суверенной власти.
После смерти Генриха в 1710 году земли герцогства были разделены между оставшимися на тот момент герцогствами его братьев: Саксен-Гота-Альтенбургом, Саксен-Кобург-Заальфельдом, Саксен-Мейнингеном и Саксен-Гильдбурггаузеном.
При реорганизации эрнестинских герцогств в 1826 году вся территория бывшего герцогства Саксен-Рёмхильд отошла Саксен-Мейнингену.